# شمس‌آباد (شهرکرد)

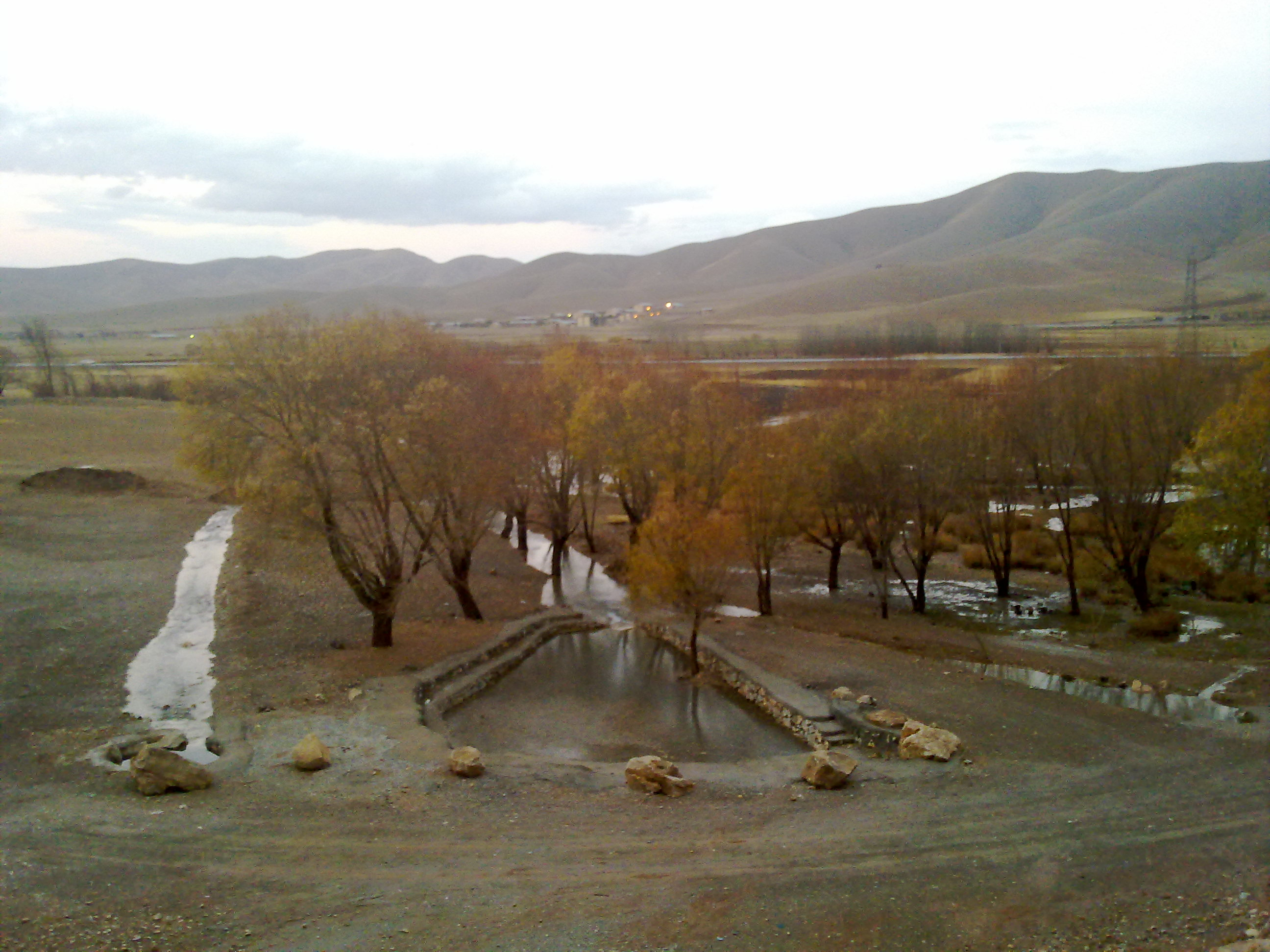
چشمه وقت و ساعت، روستای شمس‌آباد

شمس‌آباد، روستایی از توابع بخش مرکزی شهرستان شهرکرد در استان چهارمحال و بختیاری ایران است.

## جمعیت
این روستا در بخش مرکزی شهرکرد قرار دارد و براساس سرشماری مرکز آمار ایران در سال ۱۳۸۵، جمعیت آن ۲٬۴۵۶ نفر (۶۴۱ خانوار) بوده‌است. جمعیت روستا در سال ۱۳۹۵ به تعداد ۲۶۰۹ نفر بوده‌است.

## آثار طبیعی

### چشمه وقت و ساعت
چشمه وقت و ساعت واقع در دامنه کوه جهان بین هفشجان و در غرب روستای شمس‌آباد، شهرستان شهرکرد، استان چهارمحال و بختیاری در فاصله ۳۵ کیلومتری شهرکرد و ۱۰ کیلومتری شهر هفشجان قرار دارد. این چشمه با شماره ثبت ۱۰۹ در فهرست ثبت آثار طبیعی ملی ایران قرار گرفته‌است.

### غار گرز رستم

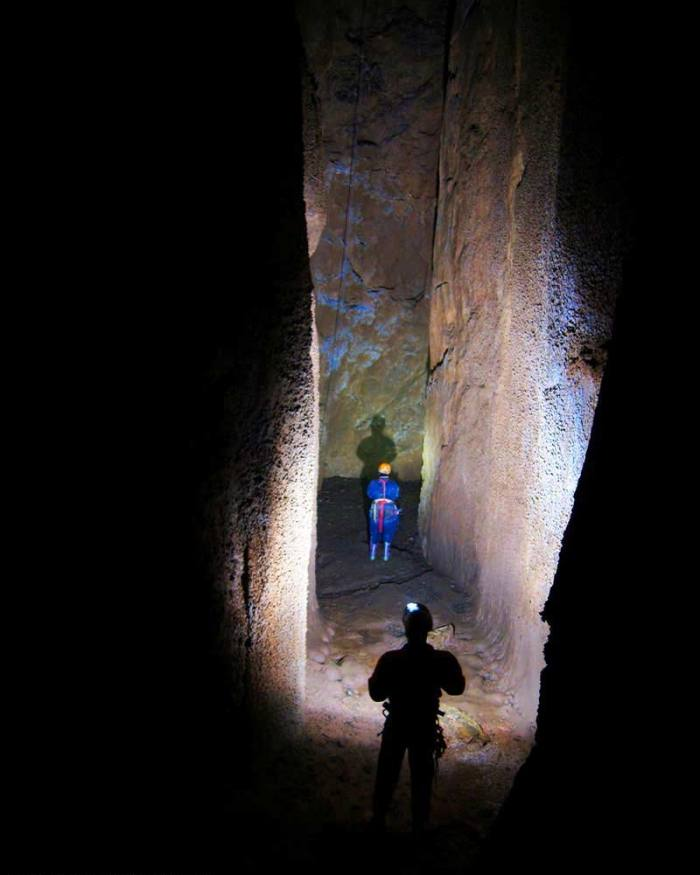
غار گرز رستم (تانا)

غار گرز رستم (تانا) در شرق روستای شمس‌آباد، استان چهارمحال و بختیاری قرار دارد. عمیق‌ترین غار استان چهارمحال و بختیاری است. به دلیل وجود مناظری همانند گرزی که به هوا بلند شده باشد خودنمایی می‌کند؛ آن را گرز رسم نامیدند.

### قلعه یوسف خان امیر مجاهد
قلعه یوسف خان امیر مجاهد مربوط به دوره قاجار در شهرستان شهرکرد، روستای شمس‌آباد واقع شده. این اثر با شمارهٔ ثبت ۲۲۹۶ به‌عنوان یکی از آثار ملی ایران به ثبت رسیده‌است.

### حمام شمس‌آباد
حمام شمس‌آباد مربوط به دوره قاجار است. این اثر با شمارهٔ ثبت ۲۲۹۵۰ به‌عنوان یکی از آثار ملی ایران به ثبت رسیده‌است.